# Rijksbeschermd gezicht Hilvarenbeek
Gezicht Hilvarenbeek is een van rijkswege beschermd dorpsgezicht in Hilvarenbeek in de Nederlandse provincie Noord-Brabant. De procedure voor aanwijzing werd gestart op 29 september 1965. Het gebied werd op 19 oktober 1967 definitief aangewezen. Het beschermd gezicht beslaat een oppervlakte van 5 hectare.
Panden die binnen een beschermd gezicht vallen krijgen niet automatisch de status van beschermd monument. Wel zal de gemeente het bestemmingsplan aanpassen om nieuwe ontwikkelingen in het gebied te reguleren. De gezichtsbescherming richt zich op de stedenbouwkundige en cultuurhistorische waardering van een gebied en wil het toekomstig functioneren daarvan veiligstellen.